# Autônoe
Autónoe, na mitologia grega, foi uma das filhas de Cadmo, e mãe de Acteão, que foi assassinado por Ártemis.
Cadmo, rei e fundador de Tebas, foi casado com Harmonia, filha de Ares e Afrodite. Cadmo (e Harmonia) tiveram vários filhos, Autónoe, Ino, Sémele, Agave e Polidoro.
Ela casou-se com Aristeu, filho de Apolo com Cirene, filha de Hipseu.
Aristeu e Autónoe foram os pais de Acteão.
Segundo uma versão, Acteão estava a caçar na floresta quando deparou com Ártemis, acompanhada de Ninfas, banhando-se num lago (ou numa nascente). Famosa por sua castidade, Ártemis ficou indignada, molhou as mãos e aspergiu água no caçador, transformando-o num veado (cervo). Segundo Diodoro Sículo, ele teria oferecido o produto de sua caça ao templo de Ártemis, e teria tentado se casar com ela no seu templo; ou ele teria se gabado de que era um melhor caçador do que a deusa. Foi então perseguido pelos seus próprios cães de caça que o acabaram por matar.